# Содегарамі

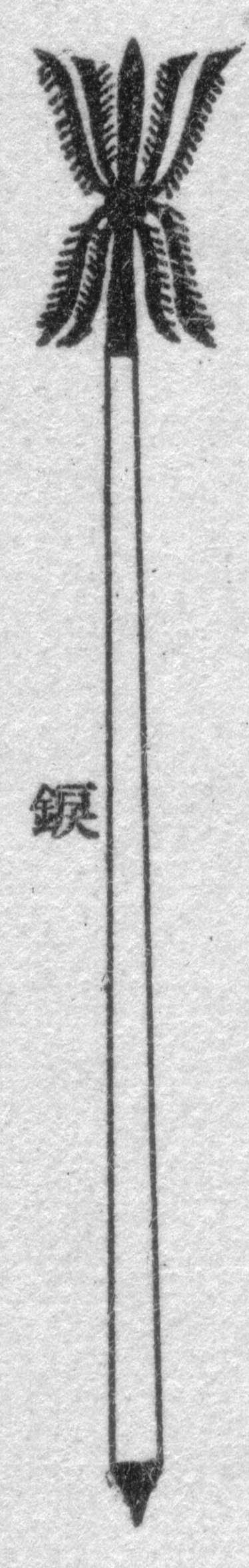

Содегарамі (яп. 袖搦) — держакова зброя, яка використовувалася класом самураїв та їх слугами у феодальній Японії.

## Історія та опис

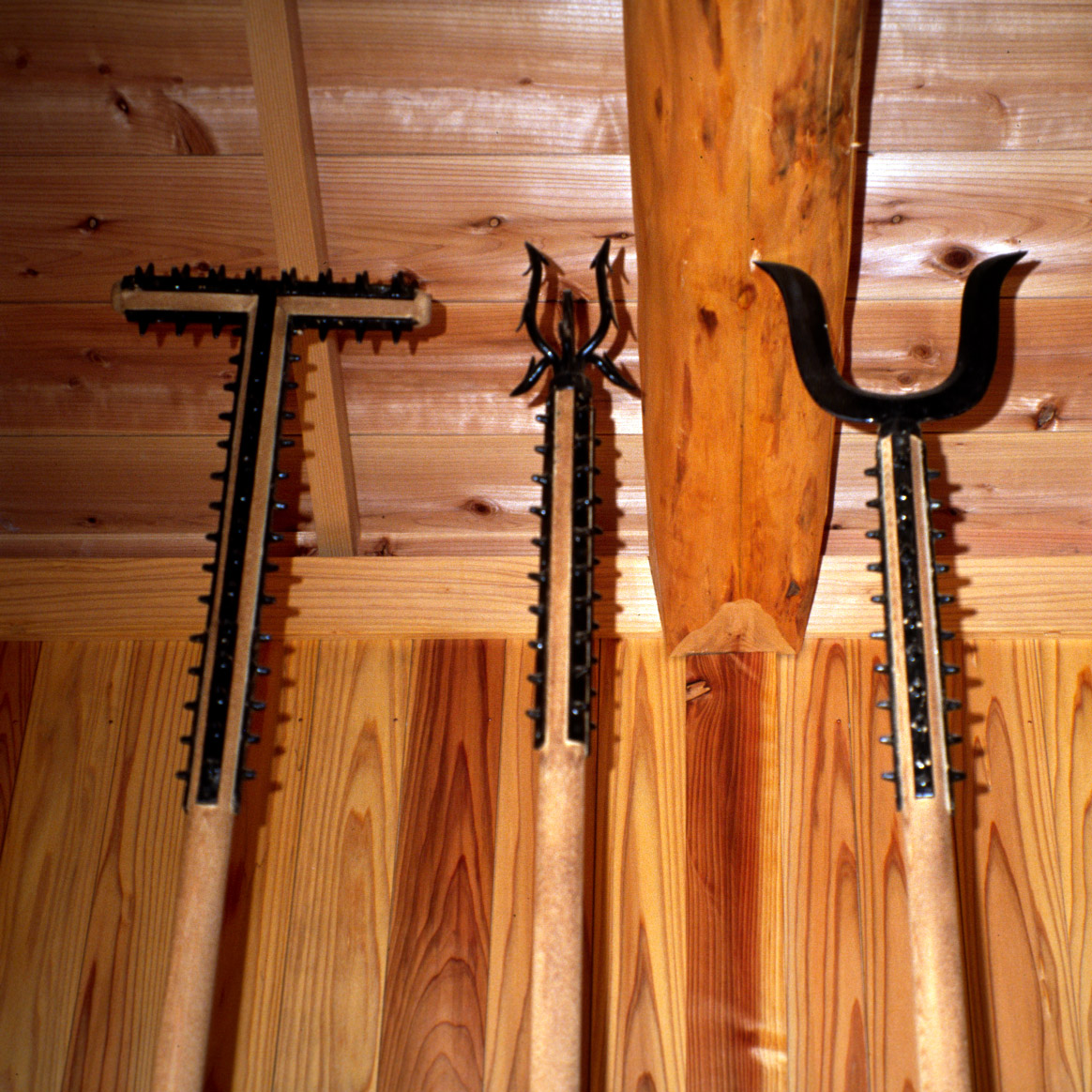
Зброя для захоплення підозрюваних злочинців: зліва цукубо, посередні содегарами, а справа — сасумата

Содегарамі — це різновид менкетчера. Вона має довжину близько 2 м (6 футів 7 дюймів), з кількома колючими головками, спрямованими вперед і назад. Жердина виготовлена з міцної деревини твердих порід з гострими металевими колючками або шипами, прикріпленими до металевих смуг на одному кінці, щоб не дати людині, яку ловлять, схопитися за жердину. Протилежний кінець палиці має металевий ковпачок або ісідзукі, подібний до тих, що зустрічаються на наґінаті та іншій паличній зброї. Содеґарамі, цукубо (штовхач) і сасумата (вилка для списа) становлять торімоно сандоґу (три знаряддя арешту), що використовувалися самурайською поліцією для захоплення підозрюваних злочинців неушкодженими. Содеґарамі використовували для того, щоб заплутати рукави та одяг людини, яку потім було легше роззброїти або розправитися з нею.
Содегарамі походить від ягарамогарі — довгої жердини, яку використовували військово-морські сили. Цей інструмент своєю чергою походить від китайського лангсяня, який використовувався для захисту від японських піратів під час династії Мін (1368—1644). Альтернативні назви содегарамі включають roga-bō, shishigashira, neji та tōrigarami.

## Галерея

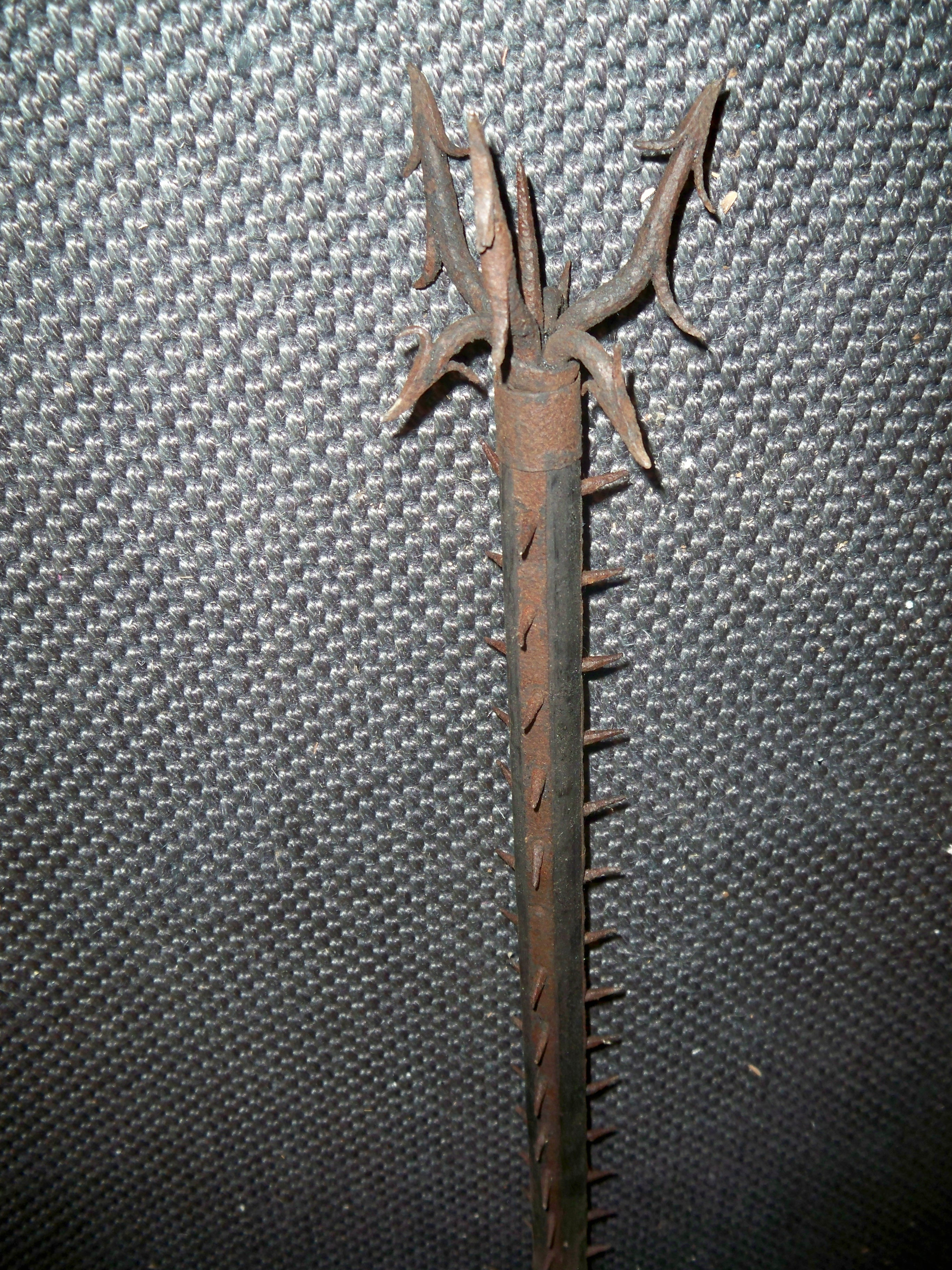
Содегарами періоду Едо
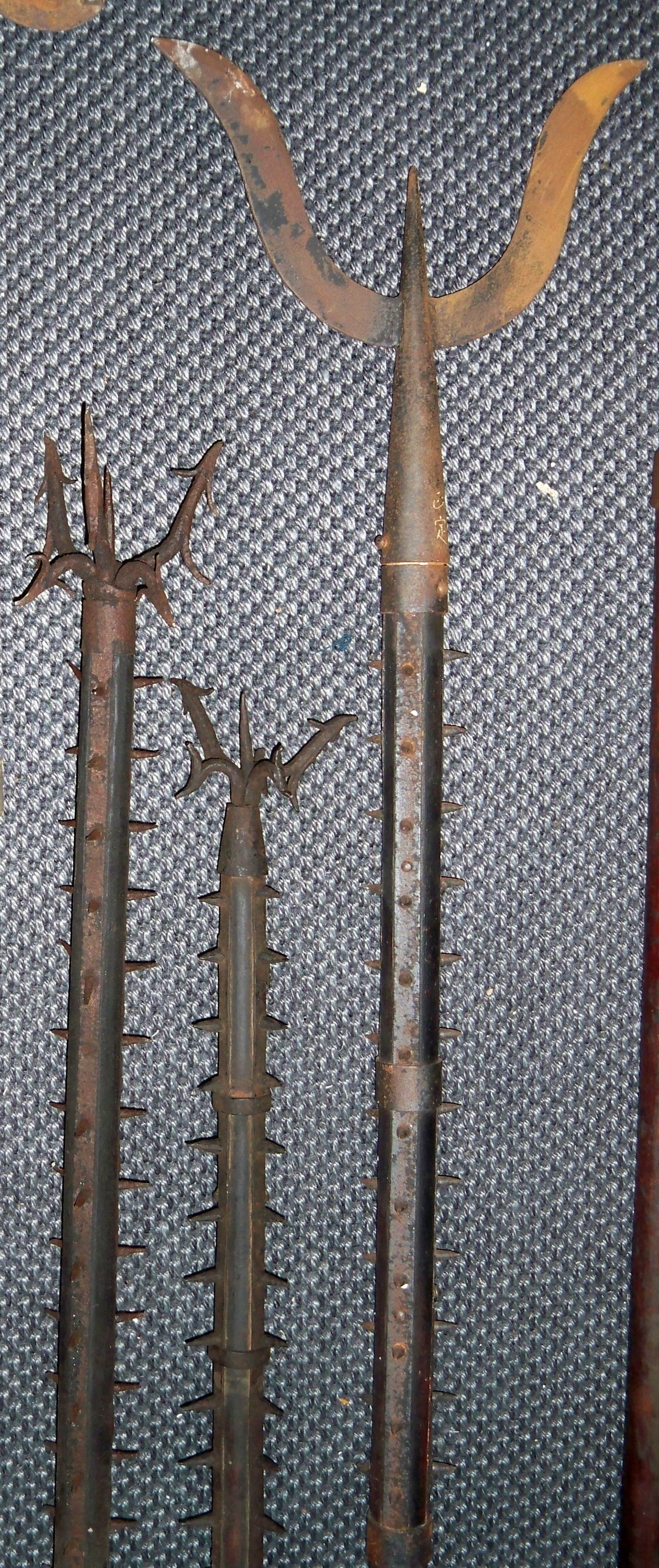
Содегарамі та сасумата